# Seznam sokolských jednot v Česku
Seznam sokoloven v České republice uvádí jednoty českého tělocvičného spolku Sokol, rozdělené po krajích do 42 žup.

## Hlavní město Praha

### Župa Podbělohorská
- T.J. Sokol Praha - Bílá Hora
- T.J. Sokol Praha - Břevnov-Hradčany
- T.J. Sokol Praha - Bubeneč
- T.J. Sokol - Čertovka
- T.J. Sokol Praha - Čimice
- T.J. Sokol Praha - Dejvice I.
- T.J. Sokol Praha - Hanspaulka
- T.J. Sokol Praha - Hlubočepy
- T.J. Sokol Praha - Chuchle
- T.J. Sokol Praha - Kampa
- T.J. Sokol Praha - Malá Strana
- T.J. Sokol Praha - Nebušice
- T.J. Sokol Praha - Řeporyje
- T.J. Sokol Praha - Střešovice
- T.J. Sokol Praha - Suchdol - Sedlec
- T.J. Sokol Praha - Troja
- T.J. Sokol Praha VII

### Župa Jana Podlipného
- T.J. Sokol Praha - Čakovice
- T.J. Sokol Praha - Dolní Chabry
- T.J. Sokol Praha - Dubeč
- T.J. Sokol Praha - Hloubětín
- T.J. Sokol Praha - Hostivař
- T.J. Sokol Praha - Karlín
- T.J. Sokol Praha - Kbely
- T.J. Sokol Praha - Kobylisy II.
- T.J. Sokol Praha - Královské Vinohrady
- T.J. Sokol Praha - Libeň
- T.J. Sokol Praha - Libuš
- T.J. Sokol Praha - Malešice
- T.J. Sokol Praha - Prosek
- T.J. Sokol Praha - Satalice
- T.J. Sokol Praha - Vinoř
- T.J. Sokol Praha - Vršovice
- T.J. Sokol Praha - Vysočany
- T.J. Sokol Praha - Žižkov II - Jarov
- T.J. Sokol Praha Staré Město

### Župa Pražská - Scheinerova
- T.J. Sokol I. Smíchov
- T.J. Sokol Praha - Braník I.
- T.J. Sokol Praha - Háje
- T.J. Sokol Praha - Hodkovičky
- T.J. Sokol Praha - Krč
- T.J. Sokol Praha - Kunratice
- T.J. Sokol Praha - Lhotka
- T.J. Sokol Praha - Margareta
- T.J. Sokol Praha - Michle
- T.J. Sokol Praha - Modřany
- T.J. Sokol Praha - Nusle
- T.J. Sokol Praha - Pankrác
- T.J. Sokol Praha - Petrovice I.
- T.J. Sokol Praha - Podolí
- T.J. Sokol Praha - Radotín
- T.J. Sokol Praha - Smíchov II.
- T.J. Sokol Praha - Vršovice II.
- T.J. Sokol Praha - Vyšehrad
- T.J. Sokol Praha - Záběhlice
- T.J. Sokol Praha - Zbraslav
- T.J. Sokol Praha - Zlíchov
- T.J. Sokol Praha - Žižkov I.
- T.J. Sokol Praha Spořilov - Roztyly
- T.J. Sokol Pražský

## Středočeský kraj

### Župa Barákova
- T.J. Sokol Brandýs n.Labem
- T.J. Sokol Byšice
- T.J. Sokol Cítov
- T.J. Sokol Čečelice
- T.J. Sokol Český Brod
- T.J. Sokol Dolní Beřkovice
- T.J. Sokol Dřísy
- T.J. Sokol Horní Počaply
- T.J. Sokol Hořany
- T.J. Sokol Chocerady
- T.J. Sokol Konojedy
- T.J. Sokol Kostelec n.Labem
- T.J. Sokol Kralupy n.Vltavou
- T.J. Sokol Lázně Toušeň
- T.J. Sokol Liběchov
- T.J. Sokol Lobeč
- T.J. Sokol Lysá n.Labem
- T.J. Sokol Mělnické Vtelno
- T.J. Sokol Mělník - Pšovka
- T.J. Sokol Milovice
- T.J. Sokol Mochov
- T.J. Sokol Mratín
- T.J. Sokol Mšeno u Mělníka
- T.J. Sokol Nehvizdy
- T.J. Sokol Ovčáry - Nedomice
- T.J. Sokol Poříčany
- T.J. Sokol Přistoupim
- T.J. Sokol Přívory
- T.J. Sokol Pyšely
- T.J. Sokol Řepín
- T.J. Sokol Říčany a Radošovice
- T.J. Sokol Sedlčánky
- T.J. Sokol Strančice
- T.J. Sokol Stříbrná Skalice
- T.J. Sokol Šestajovice
- T.J. Sokol Úžice
- T.J. Sokol V Nebuželích
- T.J. Sokol Velké Popovice
- T.J. Sokol Veltěž
- T.J. Sokol Veltrusy
- T.J. Sokol Vodochody - Hoštice
- T.J. Sokol Vraňany
- T.J. Sokol Všestudy
- T.J. Sokol Všetaty
- T.J. Sokol Zvánovice

### Župa Blanická
- T.J. Sokol Benešov
- T.J. Sokol Český Šternberk
- T.J. Sokol Divišov
- T.J. Sokol Domašín
- T.J. Sokol Kamberk
- T.J. Sokol Kosova Hora
- T.J. Sokol Krásná Hora n.Vltavou
- T.J. Sokol Křivsoudov
- T.J. Sokol Louňovice p.Blaníkem
- T.J. Sokol Miličín
- T.J. Sokol Ouběnice
- T.J. Sokol Poříčí n.Sázavou
- T.J. Sokol Sedlčany
- T.J. Sokol Trhový Štěpánov
- T.J. Sokol Vlašim
- T.J. Sokol Votice

### Žuba Budečská
- T.J. Sokol Bratronice
- T.J. Sokol Buštěhrad
- T.J. Sokol Dříň
- T.J. Sokol Hnidousy - Motyčín
- T.J. Sokol Jezdecká spol. Kladno
- T.J. Sokol Kačice
- T.J. Sokol Kamenné Žehrovice
- T.J. Sokol Kladno
- T.J. Sokol Kročehlavy
- T.J. Sokol Křivoklát
- T.J. Sokol Kyšice
- T.J. Sokol Lány
- T.J. Sokol Malíkovice
- T.J. Sokol Milostín
- T.J. Sokol Olešná
- T.J. Sokol Rakovník
- T.J. Sokol Rynholec
- T.J. Sokol Řevničov
- T.J. Sokol Slaný
- T.J. Sokol Smečno
- T.J. Sokol Stochov - Honice
- T.J. Sokol Unhošť
- T.J. Sokol Zlonice
- T.J. Sokol Žilina

### Župa Fügnerova
- T.J. Sokol Bakov n. Jizerou

- T.J. Sokol Bělá p. Bezdězem

- T.J. Sokol Benátky n. Jizerou

- T.J. Sokol Březno

- T.J. Sokol Dobrovice
- T.J. Sokol Dolní Bousov
- T.J. Sokol Dolní Slivno
- T.J. Sokol Kněžmost
- T.J. Sokol Krnsko
- T.J. Sokol Mladá Boleslav
- T.J. Sokol Mnichovo Hradiště
- T.J. Sokol Rožďalovice
- T.J. Sokol Sojovice

### Župa Jungmannova
- T.J. Sokol Beroun
- T.J. Sokol Broumy
- T.J. Sokol Březnice
- T.J. Sokol Březové Hory
- T.J. Sokol Cerhovice
- T.J. Sokol Černošice
- T.J. Sokol Dobřichovice
- T.J. Sokol Dobříš
- T.J. Sokol Hlásná Třebáň
- T.J. Sokol Horoměřice
- T.J. Sokol Hořovice
- T.J. Sokol Hostomice
- T.J. Sokol Hudlice
- T.J. Sokol Chraštice
- T.J. Sokol Jílové u Prahy
- T.J. Sokol Jince
- T.J. Sokol Jinočany
- T.J. Sokol Karlštejn
- T.J. Sokol Klecany
- T.J. Sokol Komárov
- T.J. Sokol Králův Dvůr
- T.J. Sokol Kublov
- T.J. Sokol Libčice n.Vltavou
- T.J. Sokol Liteň
- T.J. Sokol Lochovice
- T.J. Sokol Malá Hraštice
- T.J. Sokol Milín - Ligmet
- T.J. Sokol Mníšek pod Brdy
- T.J. Sokol Nová Ves p. Pleší
- T.J. Sokol Nový Knín
- T.J. Sokol Nučice
- T.J. Sokol Ořech
- T.J. Sokol Příbram
- T.J. Sokol Rhanice
- T.J. Sokol Roztoky u Prahy
- T.J. Sokol Rudná
- T.J. Sokol Řevnice
- T.J. Sokol Řitka
- T.J. Sokol Statenice
- T.J. Sokol Středokluky
- T.J. Sokol Suchomasty
- T.J. Sokol Svatá
- T.J. Sokol Svinaře
- T.J. Sokol Tetín
- T.J. Sokol Tuchoměřice
- T.J. Sokol Úhonice
- T.J. Sokol Vrané n.Vltavou I.
- T.J. Sokol Vrané n.Vltavou II.
- T.J. Sokol Vráž u Berouna
- T.J. Sokol Vysoký Újezd
- T.J. Sokol Žebrák

### Župa Tyršova
- T.J. Sokol Cerhenice
- T.J. Sokol Čáslav
- T.J. Sokol Červené Janovice
- T.J. Sokol Červené pečky
- T.J. Sokol Čestín
- T.J. Sokol Číněves
- T.J. Sokol Dymokury
- T.J. Sokol Hořátev
- T.J. Sokol Chlístovice
- T.J. Sokol Chotusice
- T.J. Sokol Kácov
- T.J. Sokol Kojice
- T.J. Sokol Kolín
- T.J. Sokol Kostelec n. Černými lesy
- T.J. Sokol Kostomlaty
- T.J. Sokol Kounice
- T.J. Sokol Křinec
- T.J. Sokol Kutná Hora
- T.J. Sokol Libice n. Cidlinou
- T.J. Sokol Loučeň
- T.J. Sokol Malešov
- T.J. Sokol Miskovice
- T.J. Sokol Nové Dvory
- T.J. Sokol Nymburk
- T.J. Sokol Oskořínek
- T.J. Sokol Pečky
- T.J. Sokol Písková Lhota
- T.J. Sokol Písty
- T.J. Sokol Plaňany
- T.J. Sokol Poděbrady
- T.J. Sokol Přišimasy
- T.J. Sokol Rataje n. Sázavou
- T.J. Sokol Rohozec
- T.J. Sokol Sokoleč
- T.J. Sokol Starkoč
- T.J. Sokol Starý Kolín
- T.J. Sokol Svatá Kateřina
- T.J. Sokol Úmyslovice
- T.J. Sokol Velenice
- T.J. Sokol Velim
- T.J. Sokol Velký Osek
- T.J. Sokol Záboří n.Labem
- T.J. Sokol Zásmuky
- T.J. Sokol Zbraslavice
- T.J. Sokol Žiželice n. Cidlinou
- T.J. Sokol Žleby

## Jihočeský kraj

### Župa Jihočeská
- T.J. Sokol Bělčice
- T.J. Sokol Blatná
- T.J. Sokol Borotín
- T.J. Sokol Boršov n.Vltavou
- T.J. Sokol České Budějovice
- T.J. Sokol České Budějovice - Čtyři Dvory
- T.J. Sokol Dačice - Centropen
- T.J. Sokol Dráchov
- T.J. Sokol Hluboká n.Vltavou
- T.J. Sokol Husinec
- T.J. Sokol Jindřichův Hradec
- T.J. Sokol Jistebnice
- T.J. Sokol Kamenný Újezd
- T.J. Sokol Kaplice
- T.J. Sokol Kardašova Řečice
- T.J. Sokol Katovice
- T.J. Sokol Kněžské dvory
- T.J. Sokol Křemže
- T.J. Sokol Ledenice
- T.J. Sokol Lhenice
- T.J. Sokol Lišov
- T.J. Sokol Milevsko
- T.J. Sokol Mirotice
- T.J. Sokol Mirovice
- T.J. Sokol Mirovice II.
- T.J. Sokol Nová Ves u Č.Budějovic
- T.J. Sokol Nové Hrady
- T.J. Sokol Olešnice
- T.J. Sokol Písek
- T.J. Sokol Prachatice
- T.J. Sokol Radomyšl
- T.J. Sokol Sepekov
- T.J. Sokol Soběslav
- T.J. Sokol Strakonice
- T.J. Sokol Strunkovice n.Blanicí
- T.J. Sokol Studená I.
- T.J. Sokol Studená II.
- T.J. Sokol Sudoměřice u Bechyně
- T.J. Sokol Sudoměřice u Tábora
- T.J. Sokol Suchdol n.Lužnicí
- T.J. Sokol Tábor
- T.J. Sokol Vlachovo Březí
- T.J. Sokol Vodňany
- T.J. Sokol Volenice
- T.J. Sokol Volyně
- T.J. Sokol Zlatá Koruna
- T.J. Sokol Zliv

## Plzeňský kraj

### Župa Plzeňská
- T.J. Sokol Blovice
- T.J. Sokol Horní Bělá
- T.J. Sokol Horní Bříza
- T.J. Sokol Kaznějov
- T.J. Sokol Kožlany
- T.J. Sokol Letkov
- T.J. Sokol Nepomuk
- T.J. Sokol Plzeň - Černice
- T.J. Sokol Plzeň - Doubravka
- T.J. Sokol Plzeň - Doudlevce
- T.J. Sokol Plzeň - Karlov
- T.J. Sokol Plzeň - Koterov
- T.J. Sokol Plzeň - Křimice
- T.J. Sokol Plzeň - Letná
- T.J. Sokol Plzeň - Nová Hospoda
- T.J. Sokol Plzeň - Petřín
- T.J. Sokol Plzeň - Radobyčice
- T.J. Sokol Plzeň - Skvrňany
- T.J. Sokol Plzeň - Valcha
- T.J. Sokol Plzeň I.
- T.J. Sokol Plzeň III. - Bory
- T.J. Sokol Plzeň IV.
- T.J. Sokol Plzeň V.
- T.J. Sokol Spálené Poříčí
- T.J. Sokol Starý Plzenec
- T.J. Sokol Šťáhlavy
- T.J. Sokol Třemošná
- T.J. Sokol Tymákov
- T.J. Sokol Zbůch
- T.J. Sokol Žihle

### Župa Rokycanova
- T.J. Sokol Břasy

- T.J. Sokol Bušovice

- T.J. Sokol Dobřív

- T.J. Sokol Holoubkov

- T.J. Sokol Hůrky

- T.J. Sokol Kamenný Újezd

- T.J. Sokol Lišná

- T.J. Sokol Mirošov

- T.J. Sokol Mýto

- T.J. Sokol Osek u Rokycan

- T.J. Sokol Rokycany

- T.J. Sokol Skořice

- T.J. Sokol Stupno

- T.J. Sokol Zbiroh

### Župa Šumavská
- T.J. Sokol Běšiny
- T.J. Sokol Bezděkov
- T.J. Sokol Domažlice
- T.J. Sokol Horažďovice
- T.J. Sokol Chodská Lhoty
- T.J. Sokol Chrastavice
- T.J. Sokol Janovice n. Úhlavou
- T.J. Sokol Kdyně
- T.J. Sokol Klatovy
- T.J. Sokol Loučim
- T.J. Sokol Nalžovské Hory
- T.J. Sokol Předslav
- T.J. Sokol Přeštice
- T.J. Sokol Staňkov
- T.J. Sokol Strážov na Šumavě
- T.J. Sokol Sušice
- T.J. Sokol Švihov

## Karlovarský kraj

### Župa Karlovarská
- T.J. Sokol Františkovy Lázně

- T.J. Sokol Cheb

- T.J. Sokol Karlovy Vary

- T.J. Sokol Kraslice

- T.J. Sokol Mariánské Lázně

- T.J. Sokol Sokolov

## Ústecký Kraj

### Župa Krušnohorská - Kukaňova
- T.J. Sokol Bílina
- T.J. Sokol Bohosudov
- T.J. Sokol Duchcov
- T.J. Sokol Háj
- T.J. Sokol Hostomice
- T.J. Sokol Chomutov I.
- T.J. Sokol Košťany
- T.J. Sokol Litvínov - Lom
- T.J. Sokol Osek
- T.J. Sokol Spořice
- T.J. Sokol Světec
- T.J. Sokol Teplice
- T.J. Sokol Trnovany
- T.J. Sokol Verneřice - Hrob

### Župa Podřipská
- T.J. Sokol Bechlín
- T.J. Sokol Bohušovice n.Ohří
- T.J. Sokol Brozany n.Ohří
- T.J. Sokol Budyně n.Ohří
- T.J. Sokol Dobkovičky
- T.J. Sokol Krabčice
- T.J. Sokol Libkovice
- T.J. Sokol Libochovice
- T.J. Sokol Litoměřice
- T.J. Sokol Martiněves
- T.J. Sokol Mnetěš
- T.J. Sokol Mšené lázně
- T.J. Sokol Račice
- T.J. Sokol Račiněves
- T.J. Sokol Roudnice n.Labem
- T.J. Sokol Straškov - Vodochody
- T.J. Sokol Terezín
- T.J. Sokol Třebenice
- T.J. Sokol Třebívlice

### Župa Severočeská - Novákova
- T.J. Sokol Děčín
- T.J. Sokol Filipov
- T.J. Sokol Jalůvčí
- T.J. Sokol Libouchec
- T.J. Sokol Maxičky
- T.J. Sokol Podmokly
- T.J. Sokol Ústí n.Labem
- T.J. Sokol Varnsdorf

### Župa Sladkovského
- T.J. Sokol Černčice
- T.J. Sokol Dobroměřice
- T.J. Sokol Domoušice
- T.J. Sokol Hříškov
- T.J. Sokol Hřivice
- T.J. Sokol Chlumčany u Loun
- T.J. Sokol Louny
- T.J. Sokol Měcholupy
- T.J. Sokol Panenský Týnec
- T.J. Sokol Peruc
- T.J. Sokol Pnětluky
- T.J. Sokol Postoloprty
- T.J. Sokol Radonice
- T.J. Sokol Slavětín n.Ohří
- T.J. Sokol Telce
- T.J. Sokol Toužetín
- T.J. Sokol Vinařice
- T.J. Sokol Zbrašín - Hořany

## Liberecký kraj

### Župa Ještědská
- T.J. Sokol Bílá
- T.J. Sokol Česká Lípa
- T.J. Sokol Český Dub
- T.J. Sokol Heřmanice
- T.J. Sokol Hodkovice n.Mohelkou
- T.J. Sokol Hoření Paseky
- T.J. Sokol Chotyně
- T.J. Sokol Chrastava
- T.J. Sokol Kobyly
- T.J. Sokol Liberec 1
- T.J. Sokol Liberec 3 - Františkov
- T.J. Sokol Liberec 5 - Králův Háj
- T.J. Sokol Liberec 7 - Horní Růžodol
- T.J. Sokol Loučky
- T.J. Sokol Malá Skála
- T.J. Sokol Proseč pod Ještědem
- T.J. Sokol Radimovice
- T.J. Sokol Turnov
- T.J. Sokol Václavice
- T.J. Sokol Vlastibořice
- T.J. Sokol Žďárek

### Župa Jizerská
- T.J. Sokol Alšovice
- T.J. Sokol Bratříkov
- T.J. Sokol Bzí
- T.J. Sokol Český Šumburk
- T.J. Sokol Držkov
- T.J. Sokol Frýdštejn
- T.J. Sokol Huntířov n.Jizerou
- T.J. Sokol Chlístov
- T.J. Sokol Jablonec n.Nisou
- T.J. Sokol Jesenný
- T.J. Sokol Líšný
- T.J. Sokol Mukařov
- T.J. Sokol Pulečný
- T.J. Sokol Radčice
- T.J. Sokol Skuhrov
- T.J. Sokol Smrčí
- T.J. Sokol Sněhov
- T.J. Sokol Tanvald
- T.J. Sokol Vel.Ham.II. - Hamrska
- T.J. Sokol Velké Hamry I.
- T.J. Sokol Vrát
- T.J. Sokol Zásada
- T.J. Sokol Zlatá Olešnice
- T.J. Sokol Železný Brod - ŽBS

### Župa Krkonošská - Pecháčkova
- T.J. Sokol Benecko
- T.J. Sokol Benešov u Semil
- T.J. Sokol Bozkov
- T.J. Sokol Horní Branná
- T.J. Sokol Chuchelna
- T.J. Sokol Jilemnice
- T.J. Sokol Košov
- T.J. Sokol Košťálov
- T.J. Sokol Kruh u Jilemnice
- T.J. Sokol Lomnice n.Popelkou
- T.J. Sokol Martnice v Krkonoších
- T.J. Sokol Paseky n.Jizerou
- T.J. Sokol Peřimov
- T.J. Sokol Poniklá
- T.J. Sokol Příkrý
- T.J. Sokol Semily
- T.J. Sokol Sklenařice
- T.J. Sokol Studenec u Horek
- T.J. Sokol Tatobity
- T.J. Sokol Valteřice
- T.J. Sokol Víchová n.Jizerou
- T.J. Sokol Vrchlabí

## Královéhradecký kraj

### Župa Orlická
- T.J. Sokol Albrechtice n.Orlicí
- T.J. Sokol Borohrádek
- T.J. Sokol Bukovina
- T.J. Sokol Černilov
- T.J. Sokol České Meziříčí
- T.J. Sokol Dobřany
- T.J. Sokol Doudleby n.Orlicí
- T.J. Sokol Hněvčeves
- T.J. Sokol Hradec Králové
- T.J. Sokol Chleny
- T.J. Sokol Chlum u Hradce Králové
- T.J. Sokol Chlumec n.Cidlinou
- T.J. Sokol Javornice
- T.J. Sokol Kostelec n.Orlicí
- T.J. Sokol Kukleny Hr. Králové
- T.J. Sokol Letectvo Hr. Králové
- T.J. Sokol Lukavice u Rychnova n.K.
- T.J. Sokol Lupenice
- T.J. Sokol Nový Bydžov
- T.J. Sokol Nový Hr. Králové
- T.J. Sokol Olešnice v Orl. Horách
- T.J. Sokol Opočno
- T.J. Sokol Petrovice u Nov. Bydžova
- T.J. Sokol Potštejn
- T.J. Sokol Pouchov
- T.J. Sokol Pražské Předměstí
- T.J. Sokol Probluz
- T.J. Sokol Předměřice n.Labem
- T.J. Sokol Rychnov n.Kněžnou
- T.J. Sokol Sendražice
- T.J. Sokol Skršice - Tošov
- T.J. Sokol Skřivany - Sloupno
- T.J. Sokol Sněžné
- T.J. Sokol Těchlovice
- T.J. Sokol Třebechovice p.Orebem
- T.J. Sokol Třebešov
- T.J. Sokol Tutleky
- T.J. Sokol Týniště n.Orlicí
- T.J. Sokol Vamberk

### Župa Podkrkonošská - Jiráskova
- T.J. Sokol Bohuslavice n.Metují
- T.J. Sokol Borová u Náchoda
- T.J. Sokol Bukovice
- T.J. Sokol Červený Kostelec
- T.J. Sokol Červený Kostelec - Horní
- T.J. Sokol Česká Skalice
- T.J. Sokol Dobruška
- T.J. Sokol Dvůr Králové nad Labem
- T.J. Sokol Hořenice
- T.J. Sokol Hronov
- T.J. Sokol Jaroměř
- T.J. Sokol Jaroměř - Josefov
- T.J. Sokol Jasenná
- T.J. Sokol Kramolna
- T.J. Sokol Krčín
- T.J. Sokol Libňatov
- T.J. Sokol Náchod
- T.J. Sokol Náchod - Běloves
- T.J. Sokol Nové Město n.Metují
- T.J. Sokol Nový Hrádek
- T.J. Sokol Police n.Metují
- T.J. Sokol Rokytník
- T.J. Sokol Rtyně v Podkrkonoší
- T.J. Sokol Staré Město Náchod
- T.J. Sokol Studnice u Náchoda
- T.J. Sokol Úpice
- T.J. Sokol Vlkov
- T.J. Sokol Žďár n.Metují
- T.J. Sokol Žireč

## Pardubický kraj

### Župa Východočeská - Pippichova
- T.J. Sokol Bělá n.Svitavou
- T.J. Sokol Brandýs n.Orlicí
- T.J. Sokol Břehy
- T.J. Sokol Bystré u Poličky
- T.J. Sokol Čankovice
- T.J. Sokol Česká Třebová
- T.J. Sokol Česká Třebová 2
- T.J. Sokol Dolní Újezd
- T.J. Sokol Dvakačovice
- T.J. Sokol Heřmanův Městec
- T.J. Sokol Hlinsko
- T.J. Sokol Hnátnice
- T.J. Sokol Holice
- T.J. Sokol Horní Heřmanice
- T.J. Sokol Hrušová
- T.J. Sokol Hylváty
- T.J. Sokol Choceň
- T.J. Sokol Chrast u Chrudimě
- T.J. Sokol Chroustovice
- T.J. Sokol Chrudim
- T.J. Sokol Jablonné n.Orlicí
- T.J. Sokol Jehnědí
- T.J. Sokol Jevíčko
- T.J. Sokol Kameničky
- T.J. Sokol Kerhartice
- T.J. Sokol Klášterec n.Orlicí
- T.J. Sokol Kostěnice
- T.J. Sokol Krouna
- T.J. Sokol Kunvald
- T.J. Sokol Lázně Bohdaneč
- T.J. Sokol Letohrad
- T.J. Sokol Lhotka - Česká Třebová
- T.J. Sokol Líšnice
- T.J. Sokol Litomyšl
- T.J. Sokol Lukavice
- T.J. Sokol Lukavice u Letohradu
- T.J. Sokol Luže
- T.J. Sokol Makov
- T.J. Sokol Městečko Trnávka
- T.J. Sokol Moravany
- T.J. Sokol Nasavrky
- T.J. Sokol Orlice - Kunčice
- T.J. Sokol Pardubice I.
- T.J. Sokol Proseč u Skutče
- T.J. Sokol Přelouč
- T.J. Sokol Radčice
- T.J. Sokol Radhošť
- T.J. Sokol Ronov n.Doubravkou
- T.J. Sokol Roveň
- T.J. Sokol Řečany n.Labem
- T.J. Sokol Slatiňany
- T.J. Sokol Sloupnice
- T.J. Sokol Srch
- T.J. Sokol Sruby
- T.J. Sokol Svatouch
- T.J. Sokol Svítkov
- T.J. Sokol Topol
- T.J. Sokol Trhová Kamenice
- T.J. Sokol Úhřetická Lhota
- T.J. Sokol Ústí n.Orlicí
- T.J. Sokol Vítějeves
- T.J. Sokol Vortová
- T.J. Sokol Vranová Lhota
- T.J. Sokol Vrbatův Kostelec
- T.J. Sokol Vysoké Mýto
- T.J. Sokol Žamberk
- T.J. Sokol Živanice

## Olomoucký kraj

### Župa Olomoucká - Smrčkova
- T.J. Sokol Bělkovice - Lašťany
- T.J. Sokol Bílá Lhota
- T.J. Sokol Bílsko
- T.J. Sokol Červenka
- T.J. Sokol Dolany
- T.J. Sokol Doloplazy
- T.J. Sokol Grygov
- T.J. Sokol Grygov
- T.J. Sokol Hnojice
- T.J. Sokol Cholina
- T.J. Sokol Chválkovice
- T.J. Sokol Křelov
- T.J. Sokol Litovel
- T.J. Sokol Luká
- T.J. Sokol Náklo
- T.J. Sokol Náměšť na Hané
- T.J. Sokol Nemilany
- T.J. Sokol Nový svět
- T.J. Sokol Olomouc
- T.J. Sokol Olomouc - Bělidla
- T.J. Sokol Olomouc - Černovír
- T.J. Sokol Olomouc - Hodolany
- T.J. Sokol Olomouc - Neředín
- T.J. Sokol Olomouc - Nové Sady
- T.J. Sokol Přáslavice
- T.J. Sokol Řimice
- T.J. Sokol Střelice
- T.J. Sokol Svatý Kopeček
- T.J. Sokol Štarnov
- T.J. Sokol Štěpánov
- T.J. Sokol Šternberk
- T.J. Sokol Šumvald
- T.J. Sokol Troubelice
- T.J. Sokol Velká Bystřice
- T.J. Sokol Vilémov
- T.J. Sokol Žerotín

### Župa Prostějovská
- T.J. Sokol Bedihošť
- T.J. Sokol Bystroč. - Žerův.
- T.J. Sokol Čehovice
- T.J. Sokol Čechy p.Kosířem
- T.J. Sokol Čelechovice na Hané
- T.J. Sokol Dobromilice
- T.J. Sokol Dubany
- T.J. Sokol Konice
- T.J. Sokol Kostelec na Hané
- T.J. Sokol Kostelec na Hané - HK
- T.J. Sokol Kralice na Hané
- T.J. Sokol Mořice
- T.J. Sokol Němčice nad Hanou
- T.J. Sokol Niva
- T.J. Sokol Obědkovice
- T.J. Sokol Olšany
- T.J. Sokol Otaslavice
- T.J. Sokol Prostějov I.
- T.J. Sokol Prostějov II.
- T.J. Sokol Přemyslovice
- T.J. Sokol Ptení
- T.J. Sokol Rozstání
- T.J. Sokol Smržice
- T.J. Sokol Stařechovice
- T.J. Sokol Stražisko
- T.J. Sokol Vícov
- T.J. Sokol Vrahovice
- T.J. Sokol Vrchoslavice
- T.J. Sokol Vřesovice
- T.J. Sokol Zdětín

### Župa Severomoravská
- T.J. Sokol Dlouhomilov
- T.J. Sokol Dubicko
- T.J. Sokol Chromeč
- T.J. Sokol Jeseník
- T.J. Sokol Mohelnice
- T.J. Sokol Moravičany
- T.J. Sokol Olšany
- T.J. Sokol Šumperk
- T.J. Sokol Šumperk - Temenice
- T.J. Sokol Zábřeh
- T.J. Sokol Zvole

### Župa Středomoravská - Kratochvílova
- T.J. Sokol Beňov
- T.J. Sokol Brodek u Přerova
- T.J. Sokol Dolní Újezd - Skoky
- T.J. Sokol Dřevohostice
- T.J. Sokol Dub n.Moravou
- T.J. Sokol Horní Netčice
- T.J. Sokol Hranice
- T.J. Sokol Kokory
- T.J. Sokol Lazníky
- T.J. Sokol Lipník n.Bečvou
- T.J. Sokol Majetín
- T.J. Sokol Paršovice
- T.J. Sokol Přerov
- T.J. Sokol Rakov
- T.J. Sokol Rokytnice u Přerova
- T.J. Sokol Říkovice
- T.J. Sokol Sušice
- T.J. Sokol Týn n.Bečvou
- T.J. Sokol Újezdec
- T.J. Sokol Velká
- T.J. Sokol Veselíčko
- T.J. Sokol Vlkoš
- T.J. Sokol Želatovice

## Moravskoslezský kraj

### Župa Beskydská - J. Čapka
- T.J. Sokol Baška
- T.J. Sokol Bohumín
- T.J. Sokol Bohumín - Skřečoň
- T.J. Sokol Český Těšín
- T.J. Sokol Dolní Lutyně
- T.J. Sokol Doubrava
- T.J. Sokol Frenštát pod Radhoštěm
- T.J. Sokol Frýdek - Místek
- T.J. Sokol Frýdlant n.Ostravicí
- T.J. Sokol Havířov
- T.J. Sokol Hodslavice
- T.J. Sokol Karviná
- T.J. Sokol Kopřivnice
- T.J. Sokol Kunčice n.Ostravicí
- T.J. Sokol Michálkovice
- T.J. Sokol Nový Jičín
- T.J. Sokol Pražmo - Raškovice
- T.J. Sokol Příbor
- T.J. Sokol Rychvald
- T.J. Sokol Staré Město
- T.J. Sokol V Lichnově
- T.J. Sokol Vratimov
- T.J. Sokol Záblatí

### Župa Moravskoslezská
- T.J. Sokol Albrechtičky
- T.J. Sokol Bravantice
- T.J. Sokol Brušperk
- T.J. Sokol Dolní Životice
- T.J. Sokol Háj ve Slezsku
- T.J. Sokol Hlubočec
- T.J. Sokol Kateřinky
- T.J. Sokol Klimkovice
- T.J. Sokol Košatka
- T.J. Sokol Kyjovice
- T.J. Sokol Lubojaty
- T.J. Sokol Mariánské Hory
- T.J. Sokol Martinov
- T.J. Sokol Metylovice
- T.J. Sokol Mokré Lazce
- T.J. Sokol Moravská Ostrava 1
- T.J. Sokol Nová Bělá
- T.J. Sokol Opava
- T.J. Sokol Ostrava - Nová Ves
- T.J. Sokol Ostrava - Plesná
- T.J. Sokol Ostrava - Poruba
- T.J. Sokol Ostrava - Třebovice
- T.J. Sokol Ostrava - Výškovice
- T.J. Sokol Ostrava - Zábřeh
- T.J. Sool Paskov
- T.J. Sokol Polanka n.Odrou
- T.J. Sokol Poruba
- T.J. Sokol Proskovice
- T.J. Sokol Přívoz
- T.J. Sokol Radvanice - Bartovice
- T.J. Sokol Smolkov
- T.J. Sokol Spálov
- T.J. Sokol Staříč
- T.J. Sokol Svinov
- T.J. Sokol Šenov
- T.J. Sokol Štáblovice
- T.J. Sokol Štramberk
- T.J. Sokol Trnávka
- T.J. Sokol Vávrovice
- T.J. Sokol Vítkovice
- T.J. Sokol Žabeň

## Jihomoravský kraj

### Župa Dr. Bukovského
- T.J. Sokol Bohdalice
- T.J. Sokol Dědice
- T.J. Sokol Drnovice
- T.J. Sokol Drysice
- T.J. Sokol Hodějice
- T.J. Sokol Ivanovice na Hané
- T.J. Sokol Křenovice
- T.J. Sokol Lhota
- T.J. Sokol Lovčičky
- T.J. Sokol Luleč
- T.J. Sokol Marefy
- T.J. Sokol Medlovice
- T.J. Sokol Nemojany
- T.J. Sokol Nížkovice
- T.J. Sokol Podomí
- T.J. Sokol Račice
- T.J. Sokol Ruprechtov
- T.J. Sokol Topolany
- T.J. Sokol Vážany Královopolské
- T.J. Sokol Vážany Vyškovské
- T.J. Sokol Vyškov

### Župa Dr. Jindry Vaníčka
- T.J. Sokol Adamov
- T.J. Sokol Babice n.Svitavou
- T.J. Sokol Bílovice n.Svitavou
- T.J. Sokol Borkovany
- T.J. Sokol Brno - Holásky
- T.J. Sokol Brno - Husovice
- T.J. Sokol Brno - Chrlice
- T.J. Sokol Brno - Ivanovice
- T.J. Sokol Brno - Juliánov
- T.J. Sokol Brno - Komárov
- T.J. Sokol Brno - Líšeň
- T.J. Sokol Brno - Medlánky
- T.J. Sokol Brno - Řečkovice
- T.J. Sokol Brno - Tuřany
- T.J. Sokol Brno - Židenice
- T.J. Sokol Brno II.
- T.J. Sokol Brno IV. - Černovice
- T.J. Sokol Brno V. - Černé pole
- T.J. Sokol Březina
- T.J. Sokol Bučovice
- T.J. Sokol Česká u Brna
- T.J. Sokol Hostěnice
- T.J. Sokol Jinačovice
- T.J. Sokol Kovalovice
- T.J. Sokol Královo Pole
- T.J. Sokol Lelekovice
- T.J. Sokol Měnín
- T.J. Sokol Obřany - Maloměřice
- T.J. Sokol Podolí
- T.J. Sokol Pozořice
- T.J. Sokol Řícmanice
- T.J. Sokol Slavkov u Brna
- T.J. Sokol Soběšice
- T.J. Sokol Sokolnice
- T.J. Sokol Šlapanice u Brna
- T.J. Sokol Telnice
- T.J. Sokol Újezd u Brna
- T.J. Sokol Viničné Šumice
- T.J. Sokol Vranov
- T.J. Sokol Žatčany
- T.J. Sokol Ždánice

### Župa Jana Máchala
- T.J. Sokol Blížkovice
- T.J. Sokol Brno - Bystrc
- T.J. Sokol Brno - Horní Heršpice
- T.J. Sokol Brno - Jundrov
- T.J. Sokol Brno - Komín
- T.J. Sokol Brno - Starý Lískovec
- T.J. Sokol Brno - Žabovřesky
- T.J. Sokol Brno I.
- T.J. Sokol Brno III.
- T.J. Sokol Citonice
- T.J. Sokol Hajany
- T.J. Sokol Heršpice
- T.J. Sokol Hluboké Mašůvky
- T.J. Sokol Holasice
- T.J. Sokol Hrušovany u Brna
- T.J. Sokol Hvozdec
- T.J. Sokol Jevišovice
- T.J. Sokol Kuchařovice
- T.J. Sokol Mělčany
- T.J. Sokol Modřice
- T.J. Sokol Moravské Bránice
- T.J. Sokol Moravský Krumlov
- T.J. Sokol Němčice
- T.J. Sokol Neslovice
- T.J. Sokol Nové Bránice
- T.J. Sokol Nový Lískovec
- T.J. Sokol Omice
- T.J. Sokol Ořechov
- T.J. Sokol Padochov
- T.J. Sokol Plaveč
- T.J. Sokol Radostice
- T.J. Sokol Rajhrad
- T.J. Sokol Rosice u Brna
- T.J. Sokol Silůvky
- T.J. Sokol Skalice
- T.J. Sokol Sobotovice
- T.J. Sokol Střelice
- T.J. Sokol Syrovice
- T.J. Sokol Tetčice
- T.J. Sokol Troubsko
- T.J. Sokol Trstěnice
- T.J. Sokol Tvořihráz
- T.J. Sokol Vedrovice
- T.J. Sokol Veverské Knínice
- T.J. Sokol Vojkovice
- T.J. Sokol Vranovice
- T.J. Sokol Zastávka
- T.J. Sokol Znojmo
- T.J. Sokol Žabčice

### Župa Krále Jiřího
- T.J. Sokol Benešov
- T.J. Sokol Blansko
- T.J. Sokol Boskovice
- T.J. Sokol Jedovnice
- T.J. Sokol Lipovec
- T.J. Sokol Lysice
- T.J. Sokol Olešnice
- T.J. Sokol Rájec - Jestřebí
- T.J. Sokol Sudice
- T.J. Sokol Svitávka
- T.J. Sokol Žďárná

### Župa Pernštejnská
- T.J. Sokol Borač
- T.J. Sokol Čebín
- T.J. Sokol Deblín
- T.J. Sokol Dolní Loučky
- T.J. Sokol Drásov
- T.J. Sokol Jilmoví
- T.J. Sokol Kuřim
- T.J. Sokol Lipůvka
- T.J. Sokol Lomnice
- T.J. Sokol Lomnička
- T.J. Sokol Moravské Knínice
- T.J. Sokol Předklášteří
- T.J. Sokol Přibyslavice
- T.J. Sokol Radoškov
- T.J. Sokol Rohozec
- T.J. Sokol Sentice
- T.J. Sokol Tišnov

### Župa Slovácká
- T.J. Sokol Brumovice
- T.J. Sokol Břeclav
- T.J. Sokol Bzenec
- T.J. Sokol Čejkovice
- T.J. Sokol Dubňany
- T.J. Sokol Hodonín
- T.J. Sokol Hovorany
- T.J. Sokol Hrubá Vrbka
- T.J. Sokol Kyjov
- T.J. Sokol Lužice
- T.J. Sokol Moravany
- T.J. Sokol Mutěnice
- T.J. Sokol Petrov
- T.J. Sokol Podivín
- T.J. Sokol Rakvice
- T.J. Sokol Strážnice
- T.J. Sokol Svatobořice
- T.J. Sokol Šakvice
- T.J. Sokol Vacenovice
- T.J. Sokol Velká n.Veličkou
- T.J. Sokol Velké Bílovice
- T.J. Sokol Velké Pavlovice
- T.J. Sokol Veselí n.Moravou

## Zlínský kraj

### Župa Hanácká
- T.J. Sokol Bystřice p.Hostýnem
- T.J. Sokol Holešov
- T.J. Sokol Kostelany
- T.J. Sokol Kostelec u Holešova
- T.J. Sokol Kroměříž
- T.J. Sokol Kvasice
- T.J. Sokol Litenčice
- T.J. Sokol Martinice
- T.J. Sokol Morkovice
- T.J. Sokol Nítkovice
- T.J. Sokol Pornice
- T.J. Sokol Postoupky
- T.J. Sokol Přílepy
- T.J. Sokol Roštín
- T.J. Sokol Slížany
- T.J. Sokol Třebětice
- T.J. Sokol Zborovice
- T.J. Sokol Žalkovice

### Župa Komenského
- T.J. Sokol Babice
- T.J. Sokol Bánov
- T.J. Sokol Bojkovice
- T.J. Sokol Březnice
- T.J. Sokol Jižní Svahy Zlín - 5
- T.J. Sokol Kostelec u Zlína
- T.J. Sokol Kunovice
- T.J. Sokol Luhačovice
- T.J. Sokol Malenovice
- T.J. Sokol Mařatice
- T.J. Sokol Napajedla
- T.J. Sokol Otrokovice
- T.J. Sokol Podolí
- T.J. Sokol Staré Město
- T.J. Sokol Štípa
- T.J. Sokol Tlumačov
- T.J. Sokol Uherské Hradiště
- T.J. Sokol Uherský Brod
- T.J. Sokol Vlčnov
- T.J. Sokol Zlín
- T.J. Sokol Zlín - Prštné
- T.J. Sokol Želechovice n.Dřevnicí

### Župa Valašská - Fr. Palackého
- T.J. Sokol Hošťálková
- T.J. Sokol Jablůnka - Pržno
- T.J. Sokol Jasenná
- T.J. Sokol Karolinka
- T.J. Sokol Rožnov pod Radhoštěm
- T.J. Sokol Valašské Klobouky
- T.J. Sokol Valašské Meziříčí
- T.J. Sokol Velké Karlovice
- T.J. Sokol Vsetín

## Kraj Vysočina

### Župa Havlíčkova
- T.J. Sokol Bystřice n.Perštýnem
- T.J. Sokol Golčův Jeníkov
- T.J. Sokol Habry
- T.J. Sokol Havlíčkův Brod
- T.J. Sokol Chotěboř
- T.J. Sokol Kejžlice
- T.J. Sokol Krucemburk
- T.J. Sokol Křižanov
- T.J. Sokol Ledeč n.Sázavou
- T.J. Sokol Lipnice n.Sázavou
- T.J. Sokol Nová Ves u Chotěboře
- T.J. Sokol Okrouhlice
- T.J. Sokol Ostrov n.Oslavou
- T.J. Sokol Prosetín
- T.J. Sokol Přibyslav
- T.J. Sokol Rozsochy
- T.J. Sokol Sněžné
- T.J. Sokol Světlá n.Sázavou
- T.J. Sokol Uhelná Příbram
- T.J. Sokol Velká Bíteš
- T.J. Sokol Vilémov
- T.J. Sokol Vilémovice
- T.J. Sokol Žďár n.Sázavou

### Župa Plk. Švece
- T.J. Sokol Batelov
- T.J. Sokol Bedřichov

- T.J. Sokol Brtnice
- T.J. Sokol Březník
- T.J. Sokol Černovice u Tábora
- T.J. Sokol Dalešice
- T.J. Sokol Dlouhá Brtnice
- T.J. Sokol Dukovany
- T.J. Sokol Hrotovice
- T.J. Sokol Jamné
- T.J. Sokol Jaroměřice n.Rokytkou
- T.J. Sokol Jemnice
- T.J. Sokol Jezdovice
- T.J. Sokol Jihlava
- T.J. Sokol Kněžice
- T.J. Sokol Kojetice
- T.J. Sokol Komárovice
- T.J. Sokol Kralice n.Oslavou
- T.J. Sokol Lesonice
- T.J. Sokol Luka n.Jihlavou
- T.J. Sokol Martínkov
- T.J. Sokol Měřín
- T.J. Sokol Mohelno
- T.J. Sokol Moravské Budějovice
- T.J. Sokol Náměšť n.Oslavou
- T.J. Sokol Nové Sýrovice
- T.J. Sokol Okříšky
- T.J. Sokol Opatov
- T.J. Sokol Pelhřimov
- T.J. Sokol Polná
- T.J. Sokol Příštpo
- T.J. Sokol Puklice
- T.J. Sokol Rokytnice n.Rokytkou
- T.J. Sokol Rouchovany
- T.J. Sokol Rudíkov
- T.J. Sokol Smrčná
- T.J. Sokol Stařec
- T.J. Sokol Studenec
- T.J. Sokol Šebkovice
- T.J. Sokol Tasov
- T.J. Sokol Telč
- T.J. Sokol Třebíč
- T.J. Sokol Třešť
- T.J. Sokol Valeč
- T.J. Sokol Velké Meziříčí
- T.J. Sokol Vladislav
- T.J. Sokol Výčapy
- T.J. Sokol Želetava